# Bahagia (Krueng Sabee)
Bahagia is een bestuurslaag in het regentschap Aceh Jaya van de provincie Atjeh, Indonesië. Bahagia telt 566 inwoners (volkstelling 2010).